# Seznam pražských usedlostí
Seznam pražských usedlostí obsahuje dochované i zaniklé usedlosti viniční a hospodářské, které představují památku na bývalé předměstské osídlení okolí Prahy. Seznam není úplný.
Některé z názvů usedlostí končících na -ka byly původně pomnožnými tvary (podobnými slovu „luka“ či „hrada“, např. v Cibulkách, na Hřebenkách, přes Buďánka, cestou na Malvazinka i z Malvazinek). Příliv místní terminologie neznalých Pražanů do nových kolonií činžovních domů i vil po vzniku Velké Prahy a analogie s usedlostmi, jejichž názvy byly skutečně jednotného čísla, způsobil, že i tvary původně pomnožné začaly být chápány a užívány jako tvary v jednotném čísle.

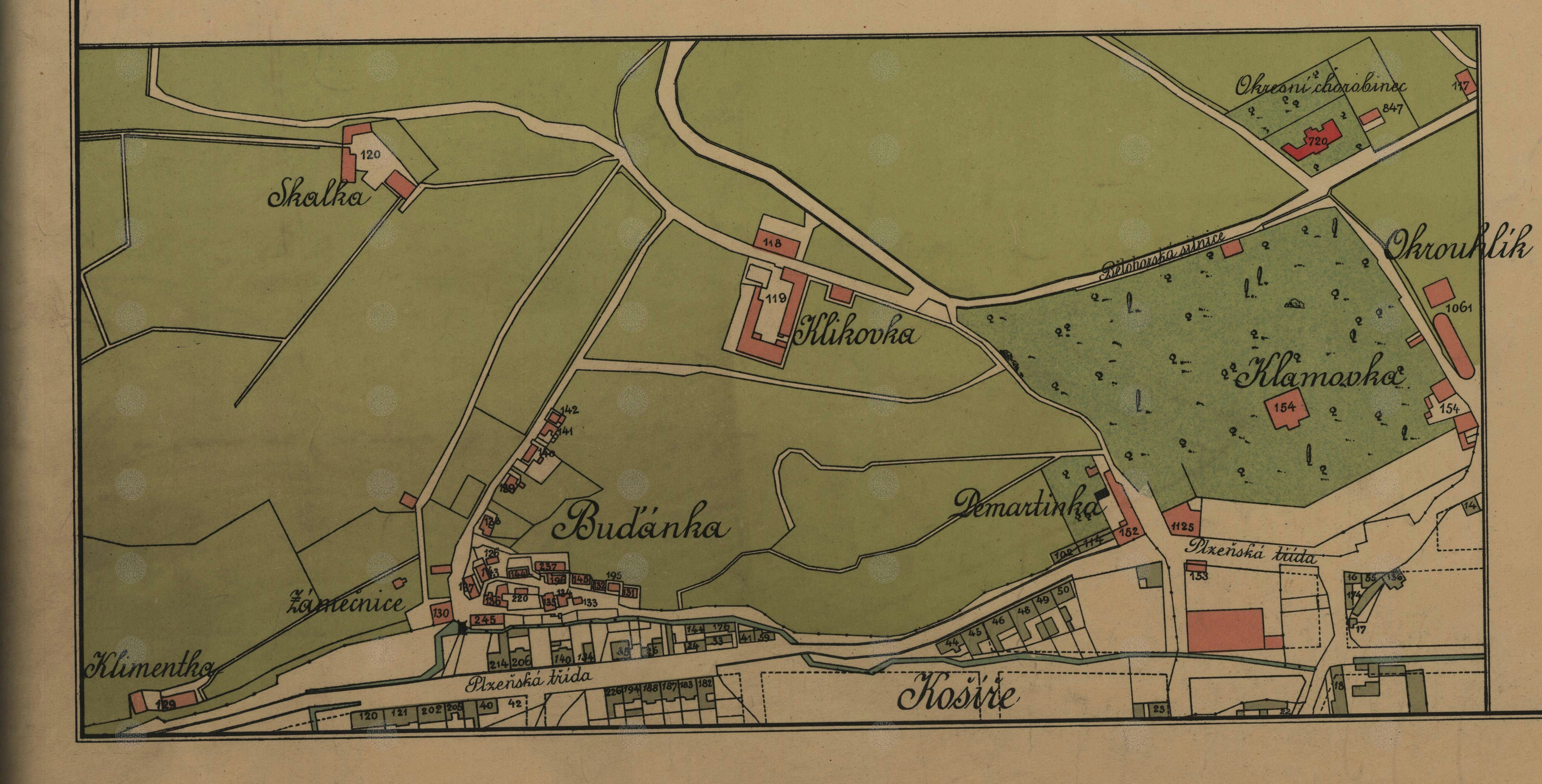
Usedlosti Klimentka, Skalka, Zámečnice, Buďánka, Klikovka, Demartinka, Klamovka a Okrouhlík na mapě Smíchova z roku 1906

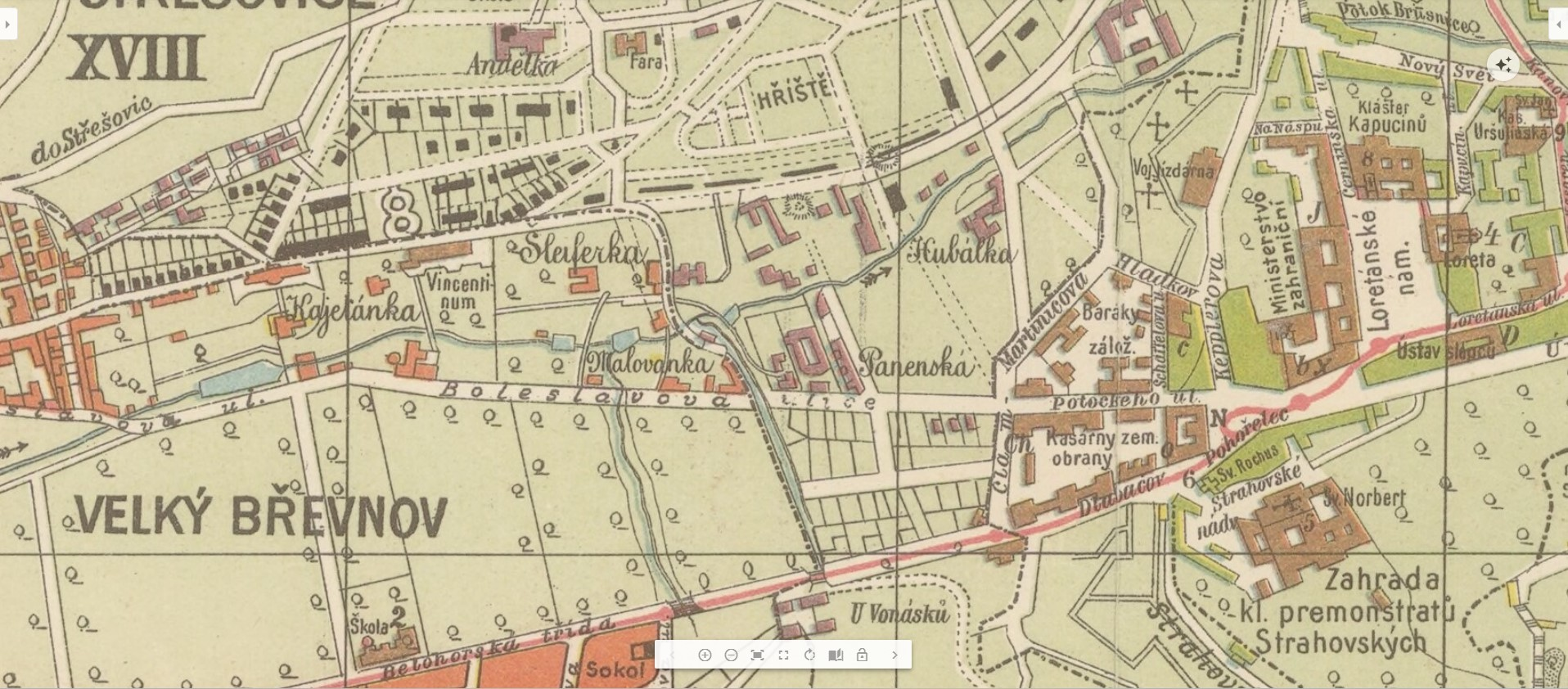
Mapa Břevnova z roku 1926 (detail). Na mapě vidíme (zleva): pražské usedlosti Kajetánka (horní a dolní), Petynka (v mapě pod názvem zde dříve sídlícího ústavu Vincentinum), Šlajferka (Šleiferka, za socialismu klub Na Petynce, nyní charitní dům s kaplí), Malovanka, Panenská a Hubálka, z toho usedlosti Malovanka a Hubálka byly kompletně zbořeny (dnes je v jejich místě dopravní tepna Patočkova), z Panenské zůstala stát jedna budova (dnes s adresou Na Malovance 123/20, resp. Patočkova 123/24), která se často mylně označuje jako Malovanka. Šrafovaná čára představuje hranici čtvrtí: odděluje Břevnov (Velký Břevnov, vlevo) od Střešovic (vpravo). Nahoře vidíme taktéž zbořenou usedlost Andělka. Dole vidíme jako orientační body dosud stojící školu (dnes ZŠ Marjánka) a hospodu U Zelené brány (dříve U Vonásků).

| Usedlost                                  | Lokace                                                             | Praha    | Katastr                          | Kulturní památka číslo ÚSKP | Poznámka           | Commons                                                               | Souřadnice                              |
| ----------------------------------------- | ------------------------------------------------------------------ | -------- | -------------------------------- | --------------------------- | ------------------ | --------------------------------------------------------------------- | --------------------------------------- |
| Andělka                                   | Sibeliova č.p. 7                                                   | Praha 6  | Střešovice                       | 44123/1-1522                | zaniklo            |                                                                       | 50°5′28″ s. š., 14°22′35″ v. d.         |
| Baba                                      | Nad Paťankou                                                       | Praha 6  | Dejvice                          | 40469/1-1474                | ruiny              | Kategorie „Zřícenina Baba“ na Wikimedia Commons                       | 50°7′8″ s. š., 14°23′26″ v. d.          |
| Balabenka                                 | původní č.p. 225                                                   | Praha 8  | Libeň                            | 52211/1-2169                | zaniklo            |                                                                       | 50°6′16″ s. š., 14°28′52″ v. d.         |
| Balabenka                                 | původní č.p. 60                                                    | Praha 8  | Libeň                            |                             | zaniklo            | Kategorie „Balabenka (homestead)“ na Wikimedia Commons                | 50°6′7″ s. š., 14°28′24″ v. d.          |
| Bál (Kravín, Nigrinka)                    | původní č.p. 46                                                    | Praha 2  | Vinohrady                        |                             | zaniklo            |                                                                       | 50°4′32″ s. š., 14°26′32″ v. d.         |
| Barvířka                                  | původní č.p.185                                                    | Praha 5  | Smíchov                          |                             | zaniklo            |                                                                       | 50°3′46″ s. š., 14°24′10″ v. d.         |
| Bayrová                                   | původní č.p. 21                                                    | Praha 3  | Žižkov                           |                             | zaniklo            |                                                                       | 50°5′2″ s. š., 14°26′32″ v. d.          |
| Bečvářův dvůr                             | Starostrašnická 25/16                                              | Praha 10 | Strašnice                        | 40747/1-1661                |                    | Kategorie „Bečvářův dvůr (Strašnice)“ na Wikimedia Commons            | 50°4′19″ s. š., 14°29′30″ v. d.         |
| Bendovka                                  | původní č.p. 37                                                    | Praha 8  | Bohnice                          |                             | zaniklo            |                                                                       | 50°7′49″ s. š., 14°24′26″ v. d.         |
| Beránka                                   | Na Beránce 57/2                                                    | Praha 6  | Dejvice                          | 40488/1-1485                |                    | Kategorie „Beránka (Dejvice)“ na Wikimedia Commons                    | 50°6′2″ s. š., 14°21′54″ v. d.          |
| Bertramka                                 | U Mrázovky 169/2                                                   | Praha 5  | Smíchov                          | 40363/1-1400                |                    | Kategorie „Bertramka“ na Wikimedia Commons                            | 50°4′14″ s. š., 14°23′42″ v. d.         |
| Bezovka                                   | Prokopova 586                                                      | Praha 3  | Žižkov                           | 51977/1-2287                | dochováno částečně | Kategorie „Bezovka (Žižkov)“ na Wikimedia Commons                     | 50°5′5″ s. š., 14°27′21″ v. d.          |
| Bílý Beránek                              | Plzeňská č.p. 51                                                   | Praha 5  | Stodůlky                         | 40847/1-1721                | zaniklo            |                                                                       | 50°3′42″ s. š., 14°18′35″ v. d.         |
| Bořislavka                                | původní č.p. 534                                                   | Praha 6  | Dejvice (dřív Vokovice)          |                             | zaniklo            |                                                                       | 50°5′50″ s. š., 14°22′7″ v. d.          |
| Bosna                                     |                                                                    | Praha 10 | Strašnice                        |                             | zaniklo            |                                                                       |                                         |
| Bosna                                     | Pod Hrachovkou 274/3                                               | Praha 7  | Troja                            |                             |                    | Kategorie „Bosna (Troja)“ na Wikimedia Commons                        | 50°7′9″ s. š., 14°23′56″ v. d.          |
| Bosna                                     | Křeslická 301/1                                                    | Praha 10 | Vršovice                         |                             | zaniklo            |                                                                       | 50°3′47″ s. š., 14°27′45″ v. d.         |
| Boudečka                                  | původní č.p. 15                                                    | Praha 3  | Žižkov                           |                             | zaniklo            |                                                                       | 50°5′6″ s. š., 14°26′40″ v. d.          |
| Božinka                                   | Jinonická 766/17                                                   | Praha 5  | Košíře                           |                             | zaniklo            | Kategorie „Božinka“ na Wikimedia Commons                              | 50°4′1″ s. š., 14°22′42″ v. d.          |
| Brabcová                                  | Náměstí Kinských 95/1                                              | Praha 5  | Smíchov                          |                             |                    | Kategorie „Brabcová (homestead)“ na Wikimedia Commons                 | 50°4′44″ s. š., 14°24′13″ v. d.         |
| Brandejsův statek                         | Dvorská 1/3                                                        | Praha 6  | Suchdol                          | 41315/1-2029                |                    | Kategorie „Brandejsův statek“ na Wikimedia Commons                    | 50°8′21″ s. š., 14°22′17″ v. d.         |
| Brentová                                  | Radlická, původní č.p. 184                                         | Praha 5  | Smíchov                          |                             | zaniklo            |                                                                       | 50°3′43″ s. š., 14°24′8″ v. d.          |
| Broučková                                 | původní č.p. 57                                                    | Praha 8  | Libeň (dřív Královské Vinohrady) |                             | zaniklo            |                                                                       | 50°5′59″ s. š., 14°28′33″ v. d.         |
| Břetislavka                               | V Šáreckém údolí 764/1                                             | Praha 6  | Dejvice                          |                             |                    | Kategorie „Restaurace Na Břetislavce“ na Wikimedia Commons            | 50°7′24″ s. š., 14°23′21″ v. d.         |
| Březinka (Višňovka)                       | Na Březince, původní č.p. 179                                      | Praha 5  | Smíchov                          |                             | zaniklo            |                                                                       | 50°3′56″ s. š., 14°23′55″ v. d.         |
| Bubáková                                  | původní č.p. 53-54                                                 | Praha 10 | Vinohrady                        |                             | zaniklo            |                                                                       | 50°4′21″ s. š., 14°27′11″ v. d.         |
| Bučanka                                   | původní č.p. 20                                                    | Praha 4  | Nusle                            |                             | zaniklo            |                                                                       | 50°3′48″ s. š., 14°25′39″ v. d.         |
| Buďánka                                   | Pod Buďánkou, původní č.p. 195                                     | Praha 5  | Smíchov                          |                             | zaniklo            |                                                                       | 50°4′14″ s. š., 14°22′13″ v. d.         |
| Bukovka                                   | původní č.p. 28                                                    | Praha 6  | Veleslavín                       |                             | zaniklo            |                                                                       | centrum 50°5′34″ s. š., 14°20′59″ v. d. |
| Bulovka                                   | Jinonická 204/59                                                   | Praha 5  | Košíře                           | 40376/1-1407                |                    | Kategorie „Bulovka (Košíře)“ na Wikimedia Commons                     | 50°3′39″ s. š., 14°22′40″ v. d.         |
| Bulovka                                   | Bulovka, původní č.p. 98                                           | Praha 8  | Libeň                            |                             | zaniklo            |                                                                       | 50°6′50″ s. š., 14°27′39″ v. d.         |
| Celná                                     | Hořejší nábřeží, původní č.p. 63                                   | Praha 5  | Smíchov                          |                             | zaniklo            |                                                                       | 50°4′19″ s. š., 14°24′37″ v. d.         |
| Cibulka                                   | U Cibulky 118/1                                                    | Praha 5  | Košíře                           | 40321/1-1375                |                    | Kategorie „Cibulka“ na Wikimedia Commons                              | 50°4′ s. š., 14°21′26″ v. d.            |
| Cihlářka                                  | U Mrázovky 171/20                                                  | Praha 5  | Smíchov                          | 40365/1-1401                |                    | Kategorie „Cihlářka“ na Wikimedia Commons                             | 50°3′59″ s. š., 14°23′23″ v. d.         |
| Cikánka                                   | původní č.p. 29                                                    | Praha 2  | Vinohrady                        |                             | zaniklo            |                                                                       | 50°4′38″ s. š., 14°26′53″ v. d.         |
| Císařecká                                 | Prosecká 76/32                                                     | Praha 8  | Libeň                            | 40838/1-1714                |                    | Kategorie „Císařská (homestead)“ na Wikimedia Commons                 | 50°6′49″ s. š., 14°29′5″ v. d.          |
| Císařka                                   | Podbělohorská, původní č.p.116                                     | Praha 5  | Smíchov                          |                             | zaniklo            |                                                                       | 50°4′38″ s. š., 14°22′1″ v. d.          |
| Čapková                                   | Hartigova, původní č.p. 8                                          | Praha 3  | Žižkov                           |                             | zaniklo            |                                                                       | 50°5′21″ s. š., 14°27′42″ v. d.         |
| Čečelička                                 | Plzeňská, původní č.p. 165                                         | Praha 5  | Smíchov                          |                             | zaniklo            |                                                                       | 50°4′21″ s. š., 14°23′37″ v. d.         |
| Černohouska                               | Trojská 67/163                                                     | Praha 7  | Troja                            | 40571/1-1542                |                    | Kategorie „Černohouska“ na Wikimedia Commons                          | 50°7′3″ s. š., 14°24′23″ v. d.          |
| Červená Báň                               | původní č.p. 81                                                    | Praha 8  | Libeň                            |                             | zaniklo            |                                                                       | 50°6′56″ s. š., 14°28′42″ v. d.         |
| Červená Zahrada                           | Nádražní, původní č.p. 193                                         | Praha 5  | Smíchov                          |                             | zaniklo            |                                                                       | 50°3′22″ s. š., 14°24′34″ v. d.         |
| Čvančarka                                 |                                                                    | Praha 9  | Vysočany                         |                             | zaniklo            |                                                                       |                                         |
| Demartinka                                | Plzeňská                                                           | Praha 5  | Smíchov                          | 53803/1-1731                | zaniklo            | Kategorie „Demartinka“ na Wikimedia Commons                           | 50°4′15″ s. š., 14°22′33″ v. d.         |
| Direktorka (Červený dvůr)                 | U Nákladového nádraží, původní č.p. 43                             | Praha 10 | Strašnice                        |                             | zaniklo            |                                                                       | 50°5′0″ s. š., 14°28′33″ v. d.          |
| Dirixka (Kavková)                         | Seifertova, původní č.p. 20                                        | Praha 3  | Žižkov                           |                             | zaniklo            |                                                                       | 50°5′6″ s. š., 14°26′31″ v. d.          |
| Doktorka                                  | Radlická                                                           | Praha 5  | Smíchov                          |                             | zaniklo            |                                                                       |                                         |
| Dominikánský dvůr                         | Branická 44                                                        | Praha 4  | Braník                           | 40279/1-1348                |                    | Kategorie „Dominican yard in Braník“ na Wikimedia Commons             | 50°2′12″ s. š., 14°24′43″ v. d.         |
| Doubková (Skalka)                         | Bieblova 182/15                                                    | Praha 5  | Smíchov                          | 40371/1-1404                |                    | Kategorie „Doubková“ na Wikimedia Commons                             | 50°3′57″ s. š., 14°24′5″ v. d.          |
| Dufkova                                   | Horoměřická, původní č.p. 84                                       | Praha 6  | Dejvice (dřív Nebušice)          |                             | ruiny              | Kategorie „Dufkova (homestead)“ na Wikimedia Commons                  | 50°6′30″ s. š., 14°21′15″ v. d.         |
| Duchonská                                 | V Šáreckém údolí 45/19                                             | Praha 6  | Dejvice                          |                             | zaniklo            |                                                                       | 50°6′59″ s. š., 14°22′28″ v. d.         |
| Duchoslavův statek (Knorův statek)        | Bílenecké náměstí 15/11                                            | Praha 8  | Dolní Chabry                     | 44389/1-1697                |                    | Kategorie „Knorův statek (Dolní Chabry)“ na Wikimedia Commons         | 50°8′58″ s. š., 14°26′37″ v. d.         |
| Farka                                     | Na Farkách 65/12                                                   | Praha 7  | Troja                            |                             | zaniklo            | Kategorie „Farka“ na Wikimedia Commons                                | 50°7′36″ s. š., 14°24′25″ v. d.         |
| Feslová                                   | Dykova 50/20                                                       | Praha 10 | Vinohrady                        |                             |                    | Kategorie „Feslová“ na Wikimedia Commons                              | 50°4′27″ s. š., 14°27′15″ v. d.         |
| Fialka                                    | původní č.p. 112                                                   | Praha 5  | Smíchov                          |                             | zaniklo            |                                                                       | 50°4′38″ s. š., 14°23′2″ v. d.          |
| Fišerka (Kodymka)                         | Na Fišerce 19/19                                                   | Praha 6  | Dejvice                          |                             |                    |                                                                       | 50°6′44″ s. š., 14°22′52″ v. d.         |
| Flajšnerka                                | Na Jetelce 69/2                                                    | Praha 9  | Vysočany                         |                             |                    | Kategorie „Flajšnerka“ na Wikimedia Commons                           | 50°6′49″ s. š., 14°29′53″ v. d.         |
| Folimanka                                 | původní č.p. 66                                                    | Praha 2  | Vinohrady                        |                             | zaniklo            |                                                                       | 50°4′2″ s. š., 14°25′44″ v. d.          |
| Francouzská                               | původní č.p. 77                                                    | Praha 8  | Libeň                            |                             | zaniklo            |                                                                       | 50°7′5″ s. š., 14°27′8″ v. d.           |
| Fuchsův statek                            | Starodvorská 5/10                                                  | Praha 6  | Lysolaje                         | 41298/1-2017                |                    | Kategorie „Fuchsův statek“ na Wikimedia Commons                       | 50°7′26″ s. š., 14°22′24″ v. d.         |
| Gabrielka                                 | U Gabrielky 49                                                     | Praha 6  | Nebušice                         |                             |                    | Kategorie „Gabrielka (Nebušice)“ na Wikimedia Commons                 | 50°6′52″ s. š., 14°21′2″ v. d.          |
| Gröbovka                                  | Havlíčkovy sady 20                                                 | Praha 3  | Vinohrady                        | 40215/1-1310                |                    | Kategorie „Gröbeho vila“ na Wikimedia Commons                         | 50°4′9″ s. š., 14°26′42″ v. d.          |
| Habrovka                                  | U Habrovky 2/66                                                    | Praha 4  | Krč                              |                             |                    | Kategorie „Habrovka (homestead)“ na Wikimedia Commons                 | 50°2′26″ s. š., 14°26′53″ v. d.         |
| Hadovka                                   | U Hadovky 10/2                                                     | Praha 6  | Dejvice                          | 40478/1-1480                |                    | Kategorie „Hadovka“ na Wikimedia Commons                              | 50°6′ s. š., 14°22′38″ v. d.            |
| Dvůr Háje                                 | Ke Konstruktivě 74                                                 | Praha 5  | Stodůlky                         | 41393/1-2077                |                    | Kategorie „Dvůr Háje“ na Wikimedia Commons                            | 50°3′37″ s. š., 14°19′4″ v. d.          |
| Hajnovka                                  | původní č.p. 51                                                    | Praha 2  | Vinohrady                        |                             | zaniklo            |                                                                       | 50°4′29″ s. š., 14°26′57″ v. d.         |
| Hamáčková                                 | původní č.p. 57                                                    | Praha 2  | Vinohrady                        |                             | zaniklo            |                                                                       | 50°4′16″ s. š., 14°26′38″ v. d.         |
| Hansfalkovský dvůr                        | Hlubočepská 35                                                     | Praha 5  | Hlubočepy                        | 40285/1-1352                |                    | Kategorie „Hansfalkovský dvůr“ na Wikimedia Commons                   | 50°2′27″ s. š., 14°23′46″ v. d.         |
| Hanspaulka                                | Šárecká 15/29                                                      | Praha 6  | Dejvice                          | 40482/1-1482                |                    | Kategorie „Hanspaulka (castle)“ na Wikimedia Commons                  | 50°6′22″ s. š., 14°22′42″ v. d.         |
| Havránka                                  | původní č.p. 31                                                    | Praha 7  | Troja                            |                             | zaniklo            |                                                                       | 50°7′11″ s. š., 14°25′10″ v. d.         |
| Hejtmanka                                 | původní č.p. 103                                                   | Praha 8  | Libeň                            |                             | zaniklo            |                                                                       | 50°6′50″ s. š., 14°27′45″ v. d.         |
| Helmrovka                                 | Čábelecká 28/2                                                     | Praha 6  | Lysolaje                         |                             | zaniklo            |                                                                       | 50°7′27″ s. š., 14°23′17″ v. d.         |
| Hendlův dvůr                              | U Matěje č.p. 23 a 24                                              | Praha 6  | Dejvice                          | 40486/1-1484                |                    | Kategorie „Hendlův dvůr“ na Wikimedia Commons                         | 50°6′48″ s. š., 14°22′46″ v. d.         |
| Hercovka                                  | Na Vlčovce 13/4                                                    | Praha 6  | Dejvice                          | 10069/1-2217                |                    | Kategorie „Hercovka (Dejvice)“ na Wikimedia Commons                   | 50°6′3″ s. š., 14°22′55″ v. d.          |
| Hercovka                                  | U Hercovky 752/1                                                   | Praha 8  | Libeň                            | 41226/1-1968                |                    | Kategorie „Hercovka (Libeň)“ na Wikimedia Commons                     | 50°7′10″ s. š., 14°26′57″ v. d.         |
| Herdovka                                  | původní č.p. 8                                                     | Praha 6  | Břevnov                          | 40408/1-1432                | zaniklo            |                                                                       | 50°5′13″ s. š., 14°21′48″ v. d.         |
| Heřmanův dvůr                             | V Šáreckém údolí 84/82                                             | Praha 6  | Dejvice                          | 40494/1-1488                |                    | Kategorie „Heřmanův Dvůr“ na Wikimedia Commons                        | 50°6′52″ s. š., 14°22′27″ v. d.         |
| Hofmanka                                  | Holešovičky, původní č.p. 748                                      | Praha 8  | Libeň                            |                             | zaniklo            |                                                                       | 50°6′52″ s. š., 14°26′52″ v. d.         |
| Hofmanka                                  |                                                                    | Praha 2  | Vinohrady                        |                             | zaniklo            |                                                                       |                                         |
| Hostinec Na Chumberku                     | Kamýcká 153/15                                                     | Praha 6  | Suchdol                          | 41317/1-2030                |                    | Kategorie „Zájezdní hostinec na Výhledech“ na Wikimedia Commons       | 50°8′16″ s. š., 14°22′2″ v. d.          |
| Hostinec Na Sekyrce                       | původní č.p. 135                                                   | Praha 6  | Dejvice                          |                             | zaniklo            |                                                                       | 50°5′56″ s. š., 14°22′22″ v. d.         |
| Hostinec Na Slamníku                      | Wolkerova 12/1                                                     | Praha 6  | Bubeneč                          | 44373/1-1453                |                    | Kategorie „Na Slamníku“ na Wikimedia Commons                          | 50°6′13″ s. š., 14°24′31″ v. d.         |
| Hrabovka                                  | Trocnovská, původní č.p. 1                                         | Praha 3  | Žižkov                           | 51129/1-2281                |                    | Kategorie „Hrabovka (Žižkov)“ na Wikimedia Commons                    | 50°5′16″ s. š., 14°26′37″ v. d.         |
| Hrachovka                                 | K Bohnicím 59/3                                                    | Praha 7  | Troja                            |                             |                    | Kategorie „Hrachovka“ na Wikimedia Commons                            | 50°7′16″ s. š., 14°24′24″ v. d.         |
| Hromádková                                | původní č.p. 166                                                   | Praha 5  | Smíchov                          |                             | zaniklo            |                                                                       | 50°4′22″ s. š., 14°23′42″ v. d.         |
| Hřebenka                                  | Švédská 107/39                                                     | Praha 5  | Smíchov                          | 40351/1-1392                |                    | Kategorie „Hřebenka“ na Wikimedia Commons                             | 50°4′27″ s. š., 14°23′31″ v. d.         |
| Hubálka                                   | původní č.p. 116                                                   | Praha 6  | Střešovice                       |                             | zaniklo            |                                                                       | 50°5′22″ s. š., 14°23′5″ v. d.          |
| Hybšmanka                                 | Atletická 2368/4                                                   | Praha 6  | Břevnov                          | 40424/1-1444                |                    | Kategorie „Hybšmanka“ na Wikimedia Commons                            | 50°4′45″ s. š., 14°22′39″ v. d.         |
| Chmelnice                                 | původní č.p. 75 (křižovatka Spojovací a Hartigova)                 | Praha 3  | Žižkov                           |                             | zaniklo            |                                                                       | 50°5′33″ s. š., 14°29′48″ v. d.         |
| Jabloňka                                  | Na Jabloňce 90/1                                                   | Praha 7  | Troja                            | 40615/1-1577                |                    | Kategorie „Jabloňka (house)“ na Wikimedia Commons                     | 50°7′1″ s. š., 14°26′20″ v. d.          |
| Jalový dvůr                               | Jalodvorská 11, 13, 16, 19                                         | Praha 4  | Krč                              |                             |                    |                                                                       | 50°1′0″ s. š., 14°27′26″ v. d.          |
| Jehněčí dvůr                              | Horoměřická 2307, původní č.p. 47                                  | Praha 6  | Dejvice (dřív Nebušice)          | 41372/1-2065                |                    | Kategorie „Jehněčí dvůr“ na Wikimedia Commons                         | 50°6′46″ s. š., 14°21′18″ v. d.         |
| Jenerálka                                 | U Vizerky 2308/3                                                   | Praha 6  | Dejvice (dřív Nebušice)          | 40502/1-1494                |                    | Kategorie „Jenerálka Castle“ na Wikimedia Commons                     | 50°6′21″ s. š., 14°21′6″ v. d.          |
| Jetelka                                   | Na Jetelce, původní č.p. 72                                        | Praha 9  | Vysočany                         |                             | zaniklo            | Kategorie „Jetelka“ na Wikimedia Commons                              | 50°6′48″ s. š., 14°29′48″ v. d.         |
| Jezerka                                   | Na Jezerce 1451                                                    | Praha 4  | Nusle                            | 41098/1-1882                |                    | Kategorie „Jezerka (Prague)“ na Wikimedia Commons                     | 50°3′29″ s. š., 14°26′41″ v. d.         |
| Jinonická usedlost                        | U Jinonického rybníčka 7/1                                         | Praha 5  | Jinonice                         | 40305/1-1366                |                    | Kategorie „U Jinonického rybníčka 1“ na Wikimedia Commons             | 50°3′9″ s. š., 14°21′28″ v. d.          |
| Juliska                                   | původní č.p. 26                                                    | Praha 6  | Dejvice                          |                             | zaniklo            |                                                                       | 50°6′39″ s. š., 14°23′18″ v. d.         |
| Kailova                                   | původní č.p. 20                                                    | Praha 5  | Smíchov                          |                             | zaniklo            |                                                                       | 50°4′21″ s. š., 14°24′ v. d.            |
| Kajetánka                                 | Radimova 10                                                        | Praha 6  | Břevnov                          | 40401/1-1427                |                    | Kategorie „Kajetánka“ na Wikimedia Commons                            | 50°5′17″ s. š., 14°22′25″ v. d.         |
| Kanálka                                   | původní č.p. 30–33                                                 | Praha 2  | Vinohrady                        |                             | zaniklo            |                                                                       | 50°4′40″ s. š., 14°26′20″ v. d.         |
| Kanclířka                                 | původní č.p. 106                                                   | Praha 5  | Smíchov                          |                             | zaniklo            |                                                                       | 50°4′31″ s. š., 14°23′48″ v. d.         |
| Kanclířka                                 |                                                                    | Praha 6  | Dejvice                          |                             | zaniklo            |                                                                       |                                         |
| Kašnička                                  |                                                                    | Praha 6  | Střešovice                       |                             | zaniklo            |                                                                       | 50°5′25″ s. š., 14°23′3″ v. d.          |
| Kavalírka                                 | Musílkova 119/7                                                    | Praha 5  | Košíře                           |                             | přestavěno         | Kategorie „Kavalírka mansion“ na Wikimedia Commons                    | 50°4′8″ s. š., 14°22′17″ v. d.          |
| Kazanka                                   | Trojská 112                                                        | Praha 7  | Troja                            | 40573/1-1543                |                    | Kategorie „Kazanka (Troja)“ na Wikimedia Commons                      | 50°7′2″ s. š., 14°25′19″ v. d.          |
| Kelerka                                   | Prosecká, původní č.p. 71                                          | Praha 9  | Prosek (dřív Libeň)              |                             | zaniklo            |                                                                       | 50°6′56″ s. š., 14°29′35″ v. d.         |
| Kesnerka                                  | původní č.p. 190                                                   | Praha 5  | Smíchov                          |                             | zaniklo            |                                                                       | 50°3′27″ s. š., 14°24′9″ v. d.          |
| Kindlovka                                 | původní č.p. 152                                                   | Praha 8  | Libeň                            |                             | zaniklo            |                                                                       | 50°6′58″ s. š., 14°26′40″ v. d.         |
| Klamovka                                  | Podbělohorská 154/3                                                | Praha 5  | Smíchov                          | 44496/1-1399                |                    | Kategorie „Klamovka mansion“ na Wikimedia Commons                     | 50°4′18″ s. š., 14°22′45″ v. d.         |
| Klaudiánka                                | Na Klaudiánce 47/6                                                 | Praha 4  | Podolí                           |                             | zaniklo            |                                                                       | 50°3′12″ s. š., 14°25′25″ v. d.         |
| Klavírka                                  | původní č.p. 175                                                   | Praha 5  | Smíchov                          |                             | zaniklo            |                                                                       | 50°3′54″ s. š., 14°23′24″ v. d.         |
| Kleovka                                   | Nad Petruskou, původní č.p. 63                                     | Praha 2  | Vinohrady                        |                             | zaniklo            |                                                                       | 50°4′12″ s. š., 14°26′23″ v. d.         |
| Klíčov                                    | původní č.p. 81                                                    | Praha 9  | Vysočany                         |                             | zaniklo            |                                                                       | 50°7′1″ s. š., 14°30′57″ v. d.          |
| Klikovka                                  | původní č.p. 22                                                    | Praha 4  | Nusle                            |                             | zaniklo            |                                                                       | 50°3′26″ s. š., 14°25′50″ v. d.         |
| Klikovka                                  | U Klikovky 4                                                       | Praha 5  | Smíchov                          | 40355/1-1395                |                    | Kategorie „Klikovka“ na Wikimedia Commons                             | 50°4′22″ s. š., 14°22′20″ v. d.         |
| Klimentka                                 | původní č.p. 129                                                   | Praha 5  | Smíchov                          |                             | zaniklo            |                                                                       | 50°4′13″ s. š., 14°21′56″ v. d.         |
| Kneislovka                                | Atletická 2339/5                                                   | Praha 6  | Břevnov (dřív Smíchov)           | 40426/1-1445                |                    | Kategorie „Kneislovka“ na Wikimedia Commons                           | 50°4′45″ s. š., 14°22′37″ v. d.         |
| Kobrová                                   | původní č.p. 167                                                   | Praha 5  | Smíchov                          |                             | zaniklo            |                                                                       | 50°4′23″ s. š., 14°23′47″ v. d.         |
| Kocourka                                  | Ve Střešovičkách 6/36                                              | Praha 6  | Střešovice                       |                             |                    | Kategorie „Ve Střešovičkách 36“ na Wikimedia Commons                  | 50°5′21″ s. š., 14°22′20″ v. d.         |
| Kolčavka                                  | Kolčavka 75/3                                                      | Praha 8  | Libeň                            |                             |                    | Kategorie „Kolčavka“ na Wikimedia Commons                             | 50°6′32″ s. š., 14°28′57″ v. d.         |
| Kolínská                                  | V Holešovičkách, původní č.p. 94                                   | Praha 8  | Libeň                            |                             | zaniklo            |                                                                       | 50°7′5″ s. š., 14°27′49″ v. d.          |
| Komotovka                                 | původní č.p. 32                                                    | Praha 3  | Žižkov                           |                             | zaniklo            |                                                                       | 50°5′10″ s. š., 14°26′25″ v. d.         |
| Königsmarka (Královka)                    | původní č.p. 284                                                   | Praha 6  | Břevnov                          |                             | zaniklo            |                                                                       | 50°5′2″ s. š., 14°22′38″ v. d.          |
| Konstantinka                              | původní č.p. 76                                                    | Praha 2  | Vinohrady                        |                             | zaniklo            |                                                                       | 50°4′29″ s. š., 14°26′15″ v. d.         |
| Konvářka                                  | V Šáreckém údolí 42/7                                              | Praha 6  | Dejvice                          |                             | zaniklo            |                                                                       | 50°7′6″ s. š., 14°23′2″ v. d.           |
| Konvářka                                  | Na Konvářce 192/22                                                 | Praha 5  | Smíchov                          | 40375/1-1406                |                    | Kategorie „Konvářka“ na Wikimedia Commons                             | 50°3′17″ s. š., 14°24′14″ v. d.         |
| Kopytářka                                 | původní č.p. 90                                                    | Praha 8  | Libeň                            |                             | zaniklo            |                                                                       | 50°7′17″ s. š., 14°27′47″ v. d.         |
| Košinka                                   | Na Košince 3                                                       | Praha 8  | Libeň                            |                             |                    | Kategorie „Košinka (homestead)“ na Wikimedia Commons                  | 50°6′38″ s. š., 14°28′5″ v. d.          |
| Kotlaska                                  | původní č.p. 64                                                    | Praha 8  | Libeň                            |                             | zaniklo            |                                                                       | 50°6′23″ s. š., 14°28′44″ v. d.         |
| Kotlářka                                  | Na Kotlářce 16/9                                                   | Praha 6  | Dejvice                          | 41175/1-1933                |                    | Kategorie „Kotlářka (Dejvice)“ na Wikimedia Commons                   | 50°6′24″ s. š., 14°23′ v. d.            |
| Kotlářka                                  | Kotlářka 115                                                       | Praha 5  | Košíře                           | 40319/1-1374                |                    | Kategorie „Kotlářka (homestead)“ na Wikimedia Commons                 | 50°4′17″ s. š., 14°21′26″ v. d.         |
| Koulka                                    | Křížová 189/37                                                     | Praha 5  | Smíchov                          | 40373/1-1405                |                    | Kategorie „Koulka“ na Wikimedia Commons                               | 50°3′37″ s. š., 14°24′19″ v. d.         |
| Kovárna                                   | Trojská 25                                                         | Praha 7  | Troja                            |                             | zaniklo            |                                                                       | 50°7′3″ s. š., 14°25′2″ v. d.           |
| Kozačka                                   | Jana Masaryka 56                                                   | Praha 3  | Vinohrady                        |                             | zaniklo            |                                                                       | 50°4′22″ s. š., 14°26′28″ v. d.         |
| Kozlovka                                  | Na Jabloňce 764/10                                                 | Praha 8  | Libeň                            |                             |                    |                                                                       | 50°7′7″ s. š., 14°26′33″ v. d.          |
| Králodvorská                              | Holečkova, původní č.p. 103                                        | Praha 5  | Smíchov                          |                             | zaniklo            |                                                                       | 50°4′32″ s. š., 14°23′52″ v. d.         |
| Krenovka                                  | Husitská 42                                                        | Praha 3  | Žižkov                           | 100617                      |                    | Kategorie „Křenovka (Žižkov)“ na Wikimedia Commons                    | 50°5′14″ s. š., 14°26′27″ v. d.         |
| Krocínka                                  | původní č.p. 68                                                    | Praha 9  | Vysočany                         |                             | zaniklo            |                                                                       | 50°6′55″ s. š., 14°30′15″ v. d.         |
| Křižovnický dvůr                          | Hloubětínská 5/28                                                  | Praha 9  | Hloubětín                        | 40715/1-1642                |                    | Kategorie „Křižovnický dvůr (Hloubětín)“ na Wikimedia Commons         | 50°6′14″ s. š., 14°32′8″ v. d.          |
| Kubrův statek                             | Staré náměstí 9                                                    | Praha 6  | Ruzyně                           | 40535/1-1519                |                    | Kategorie „Kubrův statek“ na Wikimedia Commons                        | 50°4′51″ s. š., 14°18′38″ v. d.         |
| Kuchynka                                  | původní č.p. 27                                                    | Praha 2  | Vinohrady                        |                             | zaniklo            |                                                                       | 50°4′52″ s. š., 14°26′43″ v. d.         |
| Kuchyňka                                  | Květinářská 755/35                                                 | Praha 8  | Libeň                            | 41228/1-1969                |                    | Kategorie „Kuchyňka (Prague)“ na Wikimedia Commons                    | 50°7′3″ s. š., 14°26′49″ v. d.          |
| Kuliška                                   | Ke Kulišce, původní č.p. 42                                        | Praha 6  | Dejvice (dřív Nebušice)          |                             | zaniklo            |                                                                       | 50°6′33″ s. š., 14°21′48″ v. d.         |
| Kundratka (Šedivá)                        | původní č.p. 78 a 79                                               | Praha 8  | Libeň                            |                             | zaniklo            |                                                                       | 50°6′53″ s. š., 14°29′ v. d.            |
| Kunštatka                                 | původní č.p. 5                                                     | Praha 8  | Libeň (dřív Královské Vinohrady) |                             | zaniklo            |                                                                       | 50°5′58″ s. š., 14°28′17″ v. d.         |
| Kynclovka                                 | Trojská, původní č.p. 102                                          | Praha 7  | Troja                            |                             | zaniklo            |                                                                       | 50°7′16″ s. š., 14°26′37″ v. d.         |
| Ladronka                                  | Tomanova 1028/1                                                    | Praha 6  | Břevnov                          | 40422/1-1443                |                    | Kategorie „Ladronka (homestead)“ na Wikimedia Commons                 | 50°4′43″ s. š., 14°21′24″ v. d.         |
| Ladronka                                  | původní č.p. 121                                                   | Praha 5  | Smíchov                          |                             | zaniklo            |                                                                       | 50°4′14″ s. š., 14°21′41″ v. d.         |
| Landhauska (dolní)                        | Havlíčkovy sady                                                    | Praha 2  | Vinohrady                        |                             | zaniklo            |                                                                       | 50°4′6″ s. š., 14°26′50″ v. d.          |
| Landhauska (horní)                        | Havlíčkovy sady 59–60                                              | Praha 2  | Vinohrady                        | 40215/1-1310                |                    | Kategorie „Horní Landhauska“ na Wikimedia Commons                     | 50°4′14″ s. š., 14°26′42″ v. d.         |
| Laurová                                   | původní č.p. 186                                                   | Praha 5  | Smíchov                          |                             | zaniklo            |                                                                       | 50°3′41″ s. š., 14°23′54″ v. d.         |
| Lhotecký dvůr                             | Ve Lhotce, původní č.p. 1                                          | Praha 4  | Kamýk) (dřív Lhotka)             | 53802/1-1720                | zaniklo            |                                                                       | 50°1′1″ s. š., 14°25′59″ v. d.          |
| Liborka                                   | Tejnka, původní č.p. 358                                           | Praha 6  | Břevnov                          |                             | zaniklo            |                                                                       | 50°4′59″ s. š., 14°22′26″ v. d.         |
| Lidmonka                                  | původní č.p. 43                                                    | Praha 3  | Žižkov                           |                             | zaniklo            |                                                                       | 50°5′22″ s. š., 14°27′28″ v. d.         |
| Lísek                                     | Bohnické údolí                                                     | Praha 8  | Bohnice                          |                             | zaniklo            |                                                                       | 50°8′9″ s. š., 14°23′58″ v. d.          |
| Majorka                                   | Podbabská 30/13                                                    | Praha 6  | Dejvice                          | 41304/1-2021                |                    | Kategorie „Majorka“ na Wikimedia Commons                              | 50°6′58″ s. š., 14°23′28″ v. d.         |
| Malá (Farkáň)                             | původní č.p. 26                                                    | Praha 5  | Radlice                          |                             | zaniklo            |                                                                       | 50°3′35″ s. š., 14°23′15″ v. d.         |
| Malešický statek                          | Tomsova 11/13                                                      | Praha 10 | Malešice                         | 12087/1-2165                |                    | Kategorie „Hotel Baroko“ na Wikimedia Commons                         | 50°5′9″ s. š., 14°30′48″ v. d.          |
| Malovanka                                 | původní č.p. 34                                                    | Praha 6  | Břevnov                          |                             | zbořeno            |                                                                       | 50°5′15″ s. š., 14°22′49″ v. d.         |
| Malovaný lis                              | původní č.p. 87                                                    | Praha 8  | Libeň                            |                             | zaniklo            |                                                                       | 50°7′2″ s. š., 14°28′3″ v. d.           |
| Malvazinka                                | U Malvazinky 177/7                                                 | Praha 5  | Smíchov                          | 41136/1-1906                |                    | Kategorie „Malvazinka“ na Wikimedia Commons                           | 50°3′51″ s. š., 14°23′37″ v. d.         |
| Markyta                                   | Nad Habrovkou 106                                                  | Praha 6  | Nebušice                         |                             |                    | Kategorie „Markyta (homestead)“ na Wikimedia Commons                  | 50°6′38″ s. š., 14°20′45″ v. d.         |
| Maxmiliánka                               | původní č.p. 102                                                   | Praha 5  | Smíchov                          |                             | dochováno částečně |                                                                       | 50°4′35″ s. š., 14°23′58″ v. d.         |
| Mazanka                                   | Zvonařovská 84/13                                                  | Praha 8  | Libeň                            | 40682/1-1622                |                    | Kategorie „Mazanka (homestead)“ na Wikimedia Commons                  | 50°7′17″ s. š., 14°28′24″ v. d.         |
| Měchurka                                  | Jinonická, původní č.p. 767                                        | Praha 5  | Košíře                           |                             | zaniklo            |                                                                       | 50°3′56″ s. š., 14°22′50″ v. d.         |
| Melinska                                  | V Šáreckém údolí, původní č.p. 44                                  | Praha 6  | Dejvice (dřív Nebušice)          |                             | zaniklo            |                                                                       | 50°6′28″ s. š., 14°21′36″ v. d.         |
| Michelský dvůr                            | Michelská 1/7                                                      | Praha 4  | Michle                           | 40262/1-1339                |                    | Kategorie „Michelský dvůr“ na Wikimedia Commons                       | 50°3′13″ s. š., 14°27′12″ v. d.         |
| Minařka                                   | původní č.p. 18                                                    | Praha 5  | Smíchov                          |                             | zaniklo            |                                                                       | 50°3′41″ s. š., 14°23′53″ v. d.         |
| Miranka                                   | Husitská, původní č.p. 3 a 4                                       | Praha 3  | Žižkov                           | 101600                      |                    | Kategorie „Miranka“ na Wikimedia Commons                              | 50°5′13″ s. š., 14°26′34″ v. d.         |
| Miseronka                                 | Korunovační                                                        | Praha 6  | Bubeneč                          |                             | zaniklo            |                                                                       | 50°6′11″ s. š., 14°24′51″ v. d.         |
| Mlynářka                                  | původní č.p. 155                                                   | Praha 5  | Smíchov                          |                             | zaniklo            |                                                                       | 50°4′18″ s. š., 14°23′ v. d.            |
| Mrázovka                                  | původní č.p. 206                                                   | Praha 5  | Smíchov                          |                             | dochováno částečně |                                                                       | 50°4′3″ s. š., 14°23′43″ v. d.          |
| Mydlářka                                  | Na Vlčovce, původní č.p. 12                                        | Praha 6  | Dejvice                          | 41173/1-1932                | zaniklo            |                                                                       | 50°6′3″ s. š., 14°22′50″ v. d.          |
| Na Knížecí                                | původní č.p. 33                                                    | Praha 5  | Smíchov                          |                             | zaniklo            |                                                                       | 50°4′10″ s. š., 14°24′18″ v. d.         |
| Na Křížku                                 | Vlnitá 77/33                                                       | Praha 4  | Braník                           | 41086/1-1874                |                    | Kategorie „Zámeček Na Křížku“ na Wikimedia Commons                    | 50°2′13″ s. š., 14°25′4″ v. d.          |
| Na skále                                  | Povltavská 10                                                      | Praha 8  | Libeň                            | 53799/1-1626                | zaniklo            |                                                                       | 50°6′50″ s. š., 14°27′12″ v. d.         |
| Na Troníčku                               | Nová Ves, původní č.p. 59                                          | Praha 5  | Jinonice                         |                             |                    | Kategorie „Na Troníčku“ na Wikimedia Commons                          | 50°2′21″ s. š., 14°21′12″ v. d.         |
| Na Vyhlídce                               | Pod Vyhlídkou 10/4                                                 | Praha 6  | Střešovice                       |                             |                    | Kategorie „Na Vyhlídce (homestead)“ na Wikimedia Commons              | 50°5′37″ s. š., 14°22′35″ v. d.         |
| Na Vypichu                                | původní č.p. 46                                                    | Praha 6  | Břevnov                          |                             | zaniklo            |                                                                       | 50°4′49″ s. š., 14°20′48″ v. d.         |
| Nesypka                                   | původní č.p. 108                                                   | Praha 5  | Smíchov                          |                             | zaniklo            |                                                                       | 50°4′30″ s. š., 14°23′30″ v. d.         |
| Neumanka                                  | U Podolského sanatoria 5/3                                         | Praha 4  | Podolí                           | 40258/1-1336                |                    | Kategorie „Neumanka (Podolí)“ na Wikimedia Commons                    | 50°3′42″ s. š., 14°25′10″ v. d.         |
| Nikolajka                                 | U Nikolajky 174                                                    | Praha 5  | Smíchov                          | 40367/1-1402                |                    | Kategorie „Nikolajka“ na Wikimedia Commons                            | 50°4′1″ s. š., 14°23′37″ v. d.          |
| Nový dvůr                                 | Durychova 101/66                                                   | Praha 4  | Lhotka                           |                             |                    | Kategorie „Nový dvůr (Lhotka)“ na Wikimedia Commons                   | 50°1′4″ s. š., 14°27′ v. d.             |
| Octárna                                   | původní č.p. 98                                                    | Praha 6  | Střešovice                       |                             | zaniklo            |                                                                       | 50°5′13″ s. š., 14°22′52″ v. d.         |
| Octárna                                   |                                                                    | Praha 3  | Žižkov                           |                             | zaniklo            |                                                                       |                                         |
| Ohrada                                    | Hartigova, původní č.p. 11                                         | Praha 3  | Žižkov                           |                             | zaniklo            |                                                                       | 50°5′25″ s. š., 14°28′3″ v. d.          |
| Okolka                                    | V Šáreckém údolí 76/32                                             | Praha 6  | Dejvice                          |                             |                    | Kategorie „Okolka“ na Wikimedia Commons                               | 50°7′12″ s. š., 14°23′8″ v. d.          |
| Opatřilka                                 | K Opatřilce č.p. 663                                               | Praha 5  | Jinonice                         |                             |                    | Kategorie „Opatřilka“ na Wikimedia Commons                            | 50°2′3″ s. š., 14°20′50″ v. d.          |
| Orlová                                    | Jana Masaryka 64/16                                                | Praha 2  | Vinohrady                        |                             |                    |                                                                       | 50°4′13″ s. š., 14°26′16″ v. d.         |
| Oštipka (Voštěpka)                        | původní č.p. 19                                                    | Praha 5  | Smíchov                          |                             | zaniklo            |                                                                       | 50°4′22″ s. š., 14°24′3″ v. d.          |
| Pachmanka                                 | původní č.p. 93 a 24                                               | Praha 6  | Nebušice                         |                             |                    | Kategorie „Pachmanka“ na Wikimedia Commons                            | 50°6′26″ s. š., 14°20′40″ v. d.         |
| Palata (dolní)                            | Holečkova 161/48                                                   | Praha 5  | Smíchov                          |                             | zaniklo            | Kategorie „Dolní Palata“ na Wikimedia Commons                         | 50°4′21″ s. š., 14°23′16″ v. d.         |
| Palata (horní)                            | Na Hřebenkách 59                                                   | Praha 5  | Smíchov                          | 40353/1-1393                |                    | Kategorie „Horní Palata“ na Wikimedia Commons                         | 50°4′36″ s. š., 14°23′9″ v. d.          |
| Paliárka                                  | U Paliárky, původní č.p. 163                                       | Praha 5  | Košíře                           |                             | zaniklo            |                                                                       | 50°4′20″ s. š., 14°23′28″ v. d.         |
| Palmovka                                  | Pernerova, původní č.p. 11                                         | Praha 8  | Karlín                           |                             | zaniklo            |                                                                       | 50°5′25″ s. š., 14°27′2″ v. d.          |
| Palmovka                                  | původní č.p. 59                                                    | Praha 8  | Libeň                            |                             | zaniklo            |                                                                       | 50°6′6″ s. š., 14°28′25″ v. d.          |
| Panenská                                  | č.p. 123 (stojící ruina, původní č.p. 35 a 36; další č.p. zbořena) | Praha 6  | Střešovice                       |                             | dochováno částečně |                                                                       | 50°5′18″ s. š., 14°22′54″ v. d.         |
| Parukářka                                 | Pod Parukářkou 4, původní č.p. 39                                  | Praha 3  | Žižkov                           |                             |                    | Kategorie „Parukářka (homestead)“ na Wikimedia Commons                | 50°5′12″ s. š., 14°27′47″ v. d.         |
| Paťanka                                   | původní č.p. 28                                                    | Praha 6  | Dejvice                          |                             | zaniklo            |                                                                       | 50°6′50″ s. š., 14°23′19″ v. d.         |
| Pazderka                                  | K Bohnicím 63/4                                                    | Praha 7  | Troja                            | 40569/1-1541                |                    | Kategorie „Pazderka“ na Wikimedia Commons                             | 50°7′30″ s. š., 14°24′47″ v. d.         |
| Pečová (Máchalka)                         | původní č.p. 72                                                    | Praha 9  | Vysočany (dřív Libeň)            |                             |                    |                                                                       | 50°6′45″ s. š., 14°29′30″ v. d.         |
| Pekařka                                   | původní č.p. 80                                                    | Praha 8  | Libeň                            |                             | zaniklo            |                                                                       | 50°6′57″ s. š., 14°28′55″ v. d.         |
| Pekařka                                   | původní č.p. 416                                                   | Praha 4  | Podolí                           |                             | zaniklo            |                                                                       | 50°2′55″ s. š., 14°25′27″ v. d.         |
| Pelc-Tyrolka                              | Holešovičky 71, později č.p. 746 a 747                             | Praha 8  | Libeň                            |                             | zaniklo            |                                                                       | 50°6′55″ s. š., 14°26′57″ v. d.         |
| Peletka                                   | původní č.p. 168                                                   | Praha 5  | Smíchov                          |                             | zaniklo            |                                                                       | 50°4′20″ s. š., 14°23′48″ v. d.         |
| Pernikářka                                | Na Pernikářce 59/15                                                | Praha 6  | Dejvice                          | 40490/1-1486                |                    | Kategorie „Pernikářka (Dejvice)“ na Wikimedia Commons                 | 50°6′5″ s. š., 14°22′7″ v. d.           |
| Pernikářka                                | Pod hájem 1                                                        | Praha 5  | Smíchov                          | 44495/1-1394                |                    | Kategorie „Pernikářka (Smíchov)“ na Wikimedia Commons                 | 50°4′30″ s. š., 14°22′59″ v. d.         |
| Perucka                                   | Perucká, původní č.p. 62                                           | Praha 2  | Vinohrady                        |                             |                    |                                                                       | 50°4′9″ s. š., 14°26′23″ v. d.          |
| Perucka horní                             | Jana Masaryka                                                      | Praha 3  | Vinohrady                        |                             | zaniklo            |                                                                       | 50°4′13″ s. š., 14°26′11″ v. d.         |
| Petynka                                   | Na Petynce 19                                                      | Praha 6  | Břevnov                          |                             |                    | Kategorie „Petynka“ na Wikimedia Commons                              | 50°5′19″ s. š., 14°22′33″ v. d.         |
| Plátenice                                 | původní č.p. 109                                                   | Praha 5  | Smíchov                          |                             | zaniklo            |                                                                       | 50°4′30″ s. š., 14°23′17″ v. d.         |
| Plzeňka                                   | původní č.p. 34                                                    | Praha 5  | Smíchov                          |                             | zaniklo            |                                                                       | 50°4′8″ s. š., 14°24′18″ v. d.          |
| Podolský dvůr                             | Jeremenkova 411/9                                                  | Praha 4  | Podolí                           | 40268/1-1342                |                    | Kategorie „Ve dvoře (Podolí)“ na Wikimedia Commons                    | 50°2′48″ s. š., 14°25′0″ v. d.          |
| Podvinný mlýn                             | původní č.p. 73                                                    | Praha 8  | Libeň                            |                             | zaniklo            |                                                                       | 50°6′35″ s. š., 14°29′13″ v. d.         |
| Popelářka                                 | Trojská 91                                                         | Praha 7  | Troja                            | 41456/1-2114                |                    | Kategorie „Popelářka (Troja)“ na Wikimedia Commons                    | 50°7′3″ s. š., 14°26′ v. d.             |
| Popelka                                   | Na Popelce 12                                                      | Praha 5  | Smíchov                          | 40377/1-1408                |                    | Kategorie „Popelka“ na Wikimedia Commons                              | 50°4′8″ s. š., 14°23′5″ v. d.           |
| Poštovka                                  | U Poštovky, původní č.p. 123                                       | Praha 5  | Košíře                           |                             | zaniklo            |                                                                       | 50°4′8″ s. š., 14°21′1″ v. d.           |
| Pražačka                                  | původní č.p. 10                                                    | Praha 3  | Žižkov                           |                             | zaniklo            |                                                                       | 50°5′28″ s. š., 14°28′5″ v. d.          |
| Preiska                                   | původní č.p. 31                                                    | Praha 6  | Nebušice                         |                             | zaniklo            |                                                                       | 50°6′28″ s. š., 14°21′27″ v. d.         |
| Prkénka                                   | původní č.p. 55                                                    | Praha 10 | Vinohrady                        |                             | zaniklo            |                                                                       | 50°4′20″ s. š., 14°26′35″ v. d.         |
| Proboštský dvůr                           | Proboštská 1                                                       | Praha 6  | Dejvice                          | 40476/1-1479                |                    | Kategorie „Proboštský dvůr (Dejvice)“ na Wikimedia Commons            | 50°5′50″ s. š., 14°22′30″ v. d.         |
| Proutková (Olšanský dvůr)                 | původně Olšany č.p. 2                                              | Praha 3  | Žižkov                           |                             | zaniklo            |                                                                       | 50°5′2″ s. š., 14°27′36″ v. d.          |
| Proutková                                 | původní č.p. 2                                                     | Praha 3  | Žižkov                           |                             | zaniklo            |                                                                       | 50°5′13″ s. š., 14°26′45″ v. d.         |
| Provaznice                                | původní č.p. 172                                                   | Praha 5  | Smíchov                          |                             | zaniklo            |                                                                       | 50°4′3″ s. š., 14°23′15″ v. d.          |
| Prstenka                                  | původní č.p. 96                                                    | Praha 5  | Smíchov                          |                             | zaniklo            |                                                                       | 50°4′40″ s. š., 14°24′8″ v. d.          |
| Pštrosska (Křížovka)                      | původní č.p. 35 a 36                                               | Praha 2  | Vinohrady                        |                             | zaniklo            |                                                                       | 50°4′42″ s. š., 14°26′10″ v. d.         |
| Purkrábka                                 | V Šáreckém údolí 77/36 a 139/34                                    | Praha 6  | Dejvice                          | 40495/1-1489                |                    | Kategorie „Purkrábka“ na Wikimedia Commons                            | 50°7′12″ s. š., 14°23′6″ v. d.          |
| Pušrajbka                                 | původní č.p. 11                                                    | Praha 6  | Dejvice                          |                             | zaniklo            |                                                                       | 50°6′12″ s. š., 14°22′25″ v. d.         |
| Putovka                                   | Pernerova, původní č.p. 9 a 10                                     | Praha 8  | Karlín                           |                             | zaniklo            |                                                                       | 50°5′28″ s. š., 14°27′16″ v. d.         |
| Ráj                                       | původní č.p. 104                                                   | Praha 5  | Smíchov                          |                             | zaniklo            |                                                                       | 50°4′34″ s. š., 14°23′50″ v. d.         |
| Rakařka                                   | V Šáreckém údolí 82/76                                             | Praha 6  | Dejvice                          |                             | zaniklo            | Kategorie „Rakařka (homestead)“ na Wikimedia Commons                  | 50°7′2″ s. š., 14°22′24″ v. d.          |
| Reismonka                                 | původní č.p. 14                                                    | Praha 3  | Žižkov                           |                             | zaniklo            |                                                                       | 50°5′2″ s. š., 14°27′3″ v. d.           |
| Reitknechtka                              | původní č.p. 121                                                   | Praha 4  | Nusle                            |                             |                    | Kategorie „Reitknechtka“ na Wikimedia Commons                         | 50°3′8″ s. š., 14°26′53″ v. d.          |
| Rejska                                    | původní čp. 96                                                     | Praha 8  | Libeň                            |                             | zaniklo            |                                                                       | 50°7′4″ s. š., 14°27′33″ v. d.          |
| Rokoska                                   | Zenklova 93/167                                                    | Praha 8  | Libeň                            | 40686/1-1624                |                    | Kategorie „Rokoska“ na Wikimedia Commons                              | 50°6′59″ s. š., 14°27′50″ v. d.         |
| Rožmitálka                                | původní č.p. 9                                                     | Praha 3  | Žižkov                           |                             | zaniklo            |                                                                       | 50°5′22″ s. š., 14°27′48″ v. d.         |
| Ryšánka                                   | K Ryšánce 16                                                       | Praha 4  | Krč                              | 40272/1-1344                |                    | Kategorie „Ryšánka“ na Wikimedia Commons                              | 50°2′17″ s. š., 14°25′44″ v. d.         |
| Sakrabonka                                | původní č.p. 17 a 19                                               | Praha 2  | Vinohrady                        |                             | zaniklo            |                                                                       | 50°5′3″ s. š., 14°26′19″ v. d.          |
| Salabka                                   | K Bohnicím 57/2                                                    | Praha 7  | Troja                            | 41376/1-2068                |                    | Kategorie „Salabka“ na Wikimedia Commons                              | 50°7′15″ s. š., 14°24′36″ v. d.         |
| Salátka                                   | původní č.p. 23                                                    | Praha 6  | Vokovice                         |                             |                    |                                                                       | 50°6′11″ s. š., 14°21′7″ v. d.          |
| Santinka                                  | původní č.p. 25                                                    | Praha 6  | Dejvice                          |                             | zaniklo            |                                                                       | 50°6′24″ s. š., 14°23′16″ v. d.         |
| Santoška                                  | U Santošky 178                                                     | Praha 5  | Smíchov                          | 40369/1-1403                | přestavěno         | Kategorie „Santoška“ na Wikimedia Commons                             | 50°3′52″ s. š., 14°23′54″ v. d.         |
| Sanytrovka                                | V Šáreckém údolí 80/56                                             | Praha 6  | Dejvice                          |                             |                    | Kategorie „Sanytrovka (homestead)“ na Wikimedia Commons               | 50°7′6″ s. š., 14°22′48″ v. d.          |
| Skalka                                    | Dvorce                                                             | Praha 4  | Braník                           |                             | zaniklo            |                                                                       |                                         |
| Skalka                                    | U Klikovky 25                                                      | Praha 5  | Smíchov                          | 40357/1-1396                |                    | Kategorie „Skalka (homestead)“ na Wikimedia Commons                   | 50°4′24″ s. š., 14°22′7″ v. d.          |
| Sklenářka                                 | Pod Hrachovkou 60                                                  | Praha 7  | Troja                            | 40567/1-1540                |                    | Kategorie „Sklenářka (Troja)“ na Wikimedia Commons                    | 50°7′18″ s. š., 14°24′10″ v. d.         |
| Sklenářka (dolní)                         | původní č.p. 22                                                    | Praha 3  | Žižkov                           |                             | zaniklo            |                                                                       | 50°5′4″ s. š., 14°26′52″ v. d.          |
| Sklenářka (horní)                         | původní č.p. 23                                                    | Praha 3  | Žižkov                           |                             | zaniklo            |                                                                       | 50°4′55″ s. š., 14°26′53″ v. d.         |
| Skořábka                                  | původní čp. 95                                                     | Praha 8  | Libeň                            |                             | zaniklo            |                                                                       | 50°7′6″ s. š., 14°27′53″ v. d.          |
| Slovanka                                  | Hlubočepská 17 a 19                                                | Praha 5  | Hlubočepy                        | 41504/1-2145                |                    | Kategorie „Slovanka (Hlubočepy)“ na Wikimedia Commons                 | 50°2′22″ s. š., 14°24′7″ v. d.          |
| Sluncová (Hejnovka)                       | U Sluncové 10                                                      | Praha 8  | Karlín                           | 40635/1-1593                |                    | Kategorie „Zámeček Sluncová“ na Wikimedia Commons                     | 50°5′48″ s. š., 14°28′16″ v. d.         |
| Smetanka                                  | původní č.p. 37                                                    | Praha 2  | Vinohrady                        |                             | zaniklo            |                                                                       | 50°4′44″ s. š., 14°26′3″ v. d.          |
| Smetanka                                  | původní č.p. 7                                                     | Praha 3  | Žižkov                           |                             | zaniklo            |                                                                       | 50°5′18″ s. š., 14°27′23″ v. d.         |
| Spiritka                                  | Atletická 2352/11                                                  | Praha 6  | Břevnov                          | 40428/1-1446                |                    | Kategorie „Spiritka“ na Wikimedia Commons                             | 50°4′44″ s. š., 14°22′25″ v. d.         |
| Stírka                                    | původní č.p. 92                                                    | Praha 8  | Libeň                            | 53804/1-1738                | zaniklo            |                                                                       | 50°7′12″ s. š., 14°27′46″ v. d.         |
| Strakovka                                 | Na Vlčovce 14/2                                                    | Praha 6  | Dejvice                          | 40480/1-1481                |                    | Kategorie „Strakovka (homestead)“ na Wikimedia Commons                | 50°6′6″ s. š., 14°23′5″ v. d.           |
| Stromka (dolní)                           | původní č.p. 49                                                    | Praha 10 | Vinohrady                        |                             | zaniklo            |                                                                       | 50°4′32″ s. š., 14°28′16″ v. d.         |
| Stromka (horní)                           | původní č.p. 48                                                    | Praha 3  | Vinohrady                        |                             | zaniklo            |                                                                       | 50°4′36″ s. š., 14°28′5″ v. d.          |
| Svatojánský poplužní dvůr                 | Střížkovská 1/29                                                   | Praha 8  | Střížkov                         | 44543/1-1970                |                    | Kategorie „Svatojánský poplužní dvůr (Střížkov)“ na Wikimedia Commons | 50°7′30″ s. š., 14°28′59″ v. d.         |
| Světův dvůr                               | původní č.p. 37                                                    | Praha 8  | Libeň                            |                             | zaniklo            |                                                                       | 50°6′23″ s. š., 14°28′20″ v. d.         |
| Šafránka                                  | Kukulova 24                                                        | Praha 6  | Břevnov (dřív Motol)             | 41191/1-1945                |                    | Kategorie „Šafránka“ na Wikimedia Commons                             | 50°4′35″ s. š., 14°20′48″ v. d.         |
| Šafránka                                  | původní č.p. 18                                                    | Praha 6  | Dejvice                          |                             | zaniklo            |                                                                       | 50°6′38″ s. š., 14°22′43″ v. d.         |
| Šafránka                                  | původní č.p. 52                                                    | Praha 10 | Vinohrady                        |                             | zaniklo            |                                                                       | 50°4′20″ s. š., 14°27′10″ v. d.         |
| Šalamounka                                | U Šalamounky 769/41                                                | Praha 5  | Košíře                           | 41112/1-1890                |                    | Kategorie „Šalamounka“ na Wikimedia Commons                           | 50°3′59″ s. š., 14°22′54″ v. d.         |
| Šálkovna                                  | původní č.p. 32                                                    | Praha 4  | Braník                           |                             | zaniklo            |                                                                       | 50°2′15″ s. š., 14°24′52″ v. d.         |
| Šatovka                                   | V Šáreckém údolí 81/74                                             | Praha 6  | Dejvice                          |                             |                    | Kategorie „Šatovka“ na Wikimedia Commons                              | 50°7′4″ s. š., 14°22′29″ v. d.          |
| Šedivka                                   | K Vinicím 51                                                       | Praha 6  | Nebušice                         |                             |                    |                                                                       | 50°6′52″ s. š., 14°20′32″ v. d.         |
| Šetelka                                   | původní č.p. 63                                                    | Praha 8  | Libeň                            |                             | zaniklo            |                                                                       | 50°6′25″ s. š., 14°28′33″ v. d.         |
| Ševčice                                   | K Vinicím 52                                                       | Praha 6  | Nebušice                         |                             |                    | Kategorie „Ševčice (Nebušice)“ na Wikimedia Commons                   | 50°6′51″ s. š., 14°20′49″ v. d.         |
| Ševčíková                                 | původní č.p. 5 a 6                                                 | Praha 3  | Žižkov                           |                             | zaniklo            |                                                                       | 50°5′17″ s. š., 14°27′18″ v. d.         |
| Šilboch                                   | původní č.p. 85                                                    | Praha 8  | Libeň                            |                             | zaniklo            | Kategorie „Šilboch“ na Wikimedia Commons                              | 50°7′ s. š., 14°28′11″ v. d.            |
| Šlajferka (Schleiferka)                   | Radimova 33/2                                                      | Praha 6  | Břevnov                          | 40414/1-1438                |                    | Kategorie „Schleiferka“ na Wikimedia Commons                          | 50°5′18″ s. š., 14°22′41″ v. d.         |
| Šmukýřka                                  | Na Šmukýřce 724/2                                                  | Praha 5  | Košíře                           | 40382/1-1411                |                    | Kategorie „Šmukýřka“ na Wikimedia Commons                             | 50°3′51″ s. š., 14°22′17″ v. d.         |
| Špendlikářka (Štočkovská)                 | původní č.p. 15                                                    | Praha 10 | Vršovice                         |                             | zaniklo            |                                                                       | 50°4′10″ s. š., 14°27′12″ v. d.         |
| Špitálka                                  | Na Špitálce 17/12                                                  | Praha 6  | Dejvice                          | 40484/1-1483                |                    | Kategorie „Špitálka (usedlost)“ na Wikimedia Commons                  | 50°6′40″ s. š., 14°22′54″ v. d.         |
| Špitálský dvůr                            | původní č.p. 8                                                     | Praha 9  | Vysočany                         |                             | zaniklo            |                                                                       | 50°6′33″ s. š., 14°30′9″ v. d.          |
| Šťáhlavka                                 | původní č.p. 27                                                    | Praha 6  | Dejvice                          |                             | zaniklo            |                                                                       | 50°6′47″ s. š., 14°23′15″ v. d.         |
| Štikovna                                  | původní č.p. 34                                                    | Praha 2  | Vinohrady                        |                             | zaniklo            |                                                                       | 50°4′36″ s. š., 14°26′14″ v. d.         |
| Štrasburk                                 | původní č.p. 52                                                    | Praha 8  | Libeň                            |                             | zaniklo            |                                                                       | 50°5′59″ s. š., 14°28′7″ v. d.          |
| Šubertka                                  | původní č.p. 170                                                   | Praha 5  | Smíchov                          |                             | zaniklo            |                                                                       | 50°4′7″ s. š., 14°23′32″ v. d.          |
| Šubrtka                                   | K Vinicím 50                                                       | Praha 6  | Nebušice                         |                             |                    | Kategorie „Šubrtka (Nebušice)“ na Wikimedia Commons                   | 50°6′50″ s. š., 14°20′28″ v. d.         |
| Šubrtka                                   | původní č.p. 16                                                    | Praha 3  | Žižkov                           |                             | zaniklo            |                                                                       | 50°5′7″ s. š., 14°26′34″ v. d.          |
| Šutka                                     | původní č.p. 119                                                   | Praha 7  | Troja                            |                             | zaniklo            |                                                                       | 50°7′23″ s. š., 14°26′47″ v. d.         |
| Švihanka                                  | původní č.p. 28                                                    | Praha 2  | Vinohrady                        |                             | zaniklo            |                                                                       | 50°4′51″ s. š., 14°26′34″ v. d.         |
| Tejnka                                    | původní č.p. 2                                                     | Praha 6  | Břevnov                          |                             | zaniklo            |                                                                       |                                         |
| Terebka                                   | původní č.p. 126 a 135                                             | Praha 4  | Nusle                            |                             | zaniklo            |                                                                       | 50°3′45″ s. š., 14°26′5″ v. d.          |
| Toulcův dvůr                              | Kubatova 32/1                                                      | Praha 10 | Hostivař                         | 40731/1-1651                |                    | Kategorie „Toulcův dvůr“ na Wikimedia Commons                         | 50°2′54″ s. š., 14°31′10″ v. d.         |
| Trojský dvůr                              | Pod Havránkou 7/10                                                 | Praha 7  | Troja                            | 40565/1-1538                |                    | Kategorie „Panský dvůr (Troja)“ na Wikimedia Commons                  | 50°7′0″ s. š., 14°25′ v. d.             |
| Truhlářka                                 |                                                                    | Praha 8  | Libeň                            |                             | zaniklo            | Kategorie „Truhlářka (Libeň)“ na Wikimedia Commons                    | 50°6′56″ s. š., 14°27′18″ v. d.         |
| Truhlářka                                 | původní č.p. 48                                                    | Praha 6  | Nebušice                         |                             |                    | Kategorie „Truhlářka (Nebušice)“ na Wikimedia Commons                 | 50°6′48″ s. š., 14°21′ v. d.            |
| Tři kameny (Dolní Večkerka)               | původní č.p. 105                                                   | Praha 5  | Smíchov                          |                             | zaniklo            |                                                                       | 50°4′33″ s. š., 14°23′52″ v. d.         |
| Tříkrálka                                 | V Zámcích 56                                                       | Praha 8  | Bohnice                          |                             | zaniklo            | Kategorie „Tříkrálka“ na Wikimedia Commons                            | 50°8′10″ s. š., 14°23′41″ v. d.         |
| Turbová                                   | Jinonická 6                                                        | Praha 5  | Košíře (dřív Smíchov)            | 40361/1-1398                |                    | Kategorie „Turbová“ na Wikimedia Commons                              | 50°4′8″ s. š., 14°22′36″ v. d.          |
| U lisu                                    | Nad Kazankou 41                                                    | Praha 7  | Troja                            |                             | zaniklo            |                                                                       | 50°7′6″ s. š., 14°25′48″ v. d.          |
| Vaceška (malá)                            | Bulovka 101/7                                                      | Praha 8  | Libeň                            |                             |                    | Kategorie „Malá Vaceška (homestead)“ na Wikimedia Commons             | 50°6′54″ s. š., 14°27′55″ v. d.         |
| Vaceška (velká)                           | původní č.p. 102                                                   | Praha 8  | Libeň                            |                             | zaniklo            |                                                                       | 50°6′54″ s. š., 14°27′46″ v. d.         |
| Václavka                                  | Na Václavce, původní č.p. 176                                      | Praha 5  | Smíchov                          |                             | zaniklo            |                                                                       | 50°3′54″ s. š., 14°23′36″ v. d.         |
| Václavka                                  | původní č.p. 897                                                   | Praha 3  | Žižkov                           |                             | zaniklo            |                                                                       | 50°4′40″ s. š., 14°27′30″ v. d.         |
| Valentinka                                | původní č.p. 41                                                    | Praha 5  | Smíchov                          |                             | zaniklo            |                                                                       | 50°4′3″ s. š., 14°24′34″ v. d.          |
| Vápenka                                   | původní č.p. 44                                                    | Praha 3  | Žižkov (dřív Strašnice)          |                             | zaniklo            |                                                                       | 50°5′13″ s. š., 14°28′27″ v. d.         |
| Vavrouška                                 | Pod Havránkou 240/21                                               | Praha 8  | Troja                            |                             |                    | Kategorie „Vavrouška“ na Wikimedia Commons                            | 50°7′24″ s. š., 14°25′49″ v. d.         |
| Večkerka (Horní Paliárka, Dolní Hřebenka) | původní č.p. 162                                                   | Praha 5  | Košíře                           |                             | zaniklo            |                                                                       | 50°4′25″ s. š., 14°23′35″ v. d.         |
| Velingrová                                | V Šáreckém údolí 78/40                                             | Praha 6  | Dejvice                          |                             |                    | Kategorie „Velingrová (homestead)“ na Wikimedia Commons               | 50°7′8″ s. š., 14°23′ v. d.             |
| Vendelínka                                | původní č.p. 26                                                    | Praha 3  | Žižkov                           |                             | zaniklo            |                                                                       | 50°4′52″ s. š., 14°26′45″ v. d.         |
| Větrovka                                  | původní č.p. 58                                                    | Praha 2  | Vinohrady                        |                             | zaniklo            |                                                                       | 50°4′14″ s. š., 14°26′41″ v. d.         |
| Viktorka                                  | původní č.p. 81                                                    | Praha 3  | Žižkov (dřív Strašnice)          |                             | zaniklo            |                                                                       | 50°5′10″ s. š., 14°29′3″ v. d.          |
| Vinice                                    | původní č.p. 282                                                   | Praha 7  | Troja                            |                             | zaniklo            |                                                                       | 50°7′28″ s. š., 14°24′7″ v. d.          |
| Viniční dům                               | Chuchelská 6/1                                                     | Praha 4  | Modřany                          | 40865/1-1733                |                    | Kategorie „Vineyard house in Modřany“ na Wikimedia Commons            | 50°0′39″ s. š., 14°24′13″ v. d.         |
| Vizerka                                   | U Vizerky 22/6                                                     | Praha 6  | Dejvice (dřív Nebušice)          |                             | zaniklo            | Kategorie „Vizerka“ na Wikimedia Commons                              | 50°6′29″ s. š., 14°20′19″ v. d.         |
| Vlachovka                                 | Zenklova 225                                                       | Praha 8  | Libeň                            | 40684/1-1623                |                    | Kategorie „Vlachovka“ na Wikimedia Commons                            | 50°7′17″ s. š., 14°27′18″ v. d.         |
| Vlčovka                                   | Na Vlčovce 120/6                                                   | Praha 6  | Dejvice                          | 11237/1-1938                |                    | Kategorie „Vlčovka“ na Wikimedia Commons                              | 50°6′2″ s. š., 14°22′54″ v. d.          |
| Vojanka                                   | Jinonická, původní č.p. 147                                        | Praha 5  | Košíře                           |                             | zaniklo            |                                                                       | 50°3′54″ s. š., 14°22′41″ v. d.         |
| Vokáčka                                   | původní č.p. 4                                                     | Praha 4  | Nusle                            |                             | zaniklo            |                                                                       | 50°3′33″ s. š., 14°25′44″ v. d.         |
| Vokorinka                                 | V Šáreckém údolí 86/98                                             | Praha 6  | Dejvice                          |                             |                    |                                                                       | 50°6′42″ s. š., 14°22′7″ v. d.          |
| Vondračka                                 | Perucká 13                                                         | Praha 2  | Vinohrady                        | 40218/1-1312                |                    | Kategorie „Vondračka“ na Wikimedia Commons                            | 50°4′8″ s. š., 14°26′22″ v. d.          |
| Voskářka                                  | původní č.p. 188, 273                                              | Praha 5  | Smíchov                          |                             | zaniklo            |                                                                       | 50°3′39″ s. š., 14°24′21″ v. d.         |
| Vozová                                    | původní č.p. 38                                                    | Praha 2  | Vinohrady                        | 40207/1-1304                |                    | Kategorie „Vozová (homestead)“ na Wikimedia Commons                   | 50°4′52″ s. š., 14°26′22″ v. d.         |
| Vraných statek                            | Bohnická 1/36                                                      | Praha 8  | Bohnice                          | 54974/1-1571                |                    | Kategorie „Statek Vraných (Bohnice)“ na Wikimedia Commons             | 50°8′ s. š., 14°24′55″ v. d.            |
| Vysoká                                    | původní č.p. 501                                                   | Praha 5  | Jinonice (dřív Radlice)          |                             | zaniklo            | Kategorie „Vysoká (Jinonice)“ na Wikimedia Commons                    | 50°3′27″ s. š., 14°22′45″ v. d.         |
| Vyšínka                                   | původní č.p. 156                                                   | Praha 5  | Smíchov                          |                             | zaniklo            |                                                                       | 50°4′20″ s. š., 14°23′10″ v. d.         |
| Výšinka (dolní a horní)                   | původní č.p. 24 a 25                                               | Praha 3  | Žižkov                           |                             | zaniklo            |                                                                       | 50°4′54″ s. š., 14°26′48″ v. d.         |
| Záběhlická usedlost                       | Na Vinobraní 93/38                                                 | Praha 10 | Záběhlice                        | 40755/1-1665                |                    | Kategorie „Na vinobraní 38 (Prague)“ na Wikimedia Commons             | 50°3′24″ s. š., 14°28′59″ v. d.         |
| Zahrádka                                  | původní č.p. 158                                                   | Praha 5  | Košíře (dřív Smíchov)            |                             | zaniklo            |                                                                       | 50°4′13″ s. š., 14°22′37″ v. d.         |
| Zalužanka                                 | původní č.p. 66                                                    | Praha 6  | Dejvice (dřív Nebušice)          |                             | zaniklo            |                                                                       | 50°6′29″ s. š., 14°21′48″ v. d.         |
| Zámečnice                                 | Nad Zámečnicí 130/3                                                | Praha 5  | Smíchov                          | 41110/1-1889                |                    | Kategorie „Zámečnice“ na Wikimedia Commons                            | 50°4′14″ s. š., 14°22′7″ v. d.          |
| Zatlanka                                  | původní č.p. 22                                                    | Praha 5  | Smíchov                          |                             | zaniklo            |                                                                       | 50°4′14″ s. š., 14°23′58″ v. d.         |
| Zátorka                                   | Na Zátorce 43/9                                                    | Praha 6  | Bubeneč                          |                             |                    |                                                                       | 50°6′ s. š., 14°24′39″ v. d.            |
| Zavadilka                                 | Na Zavadilce 112/9                                                 | Praha 6  | Dejvice                          |                             |                    |                                                                       | 50°6′37″ s. š., 14°22′45″ v. d.         |
| Závěrka                                   | původní č.p. 276 a 277                                             | Praha 6  | Břevnov                          |                             | zaniklo            |                                                                       | 50°5′2″ s. š., 14°22′42″ v. d.          |
| Závěrka                                   | původní č.p. 191                                                   | Praha 5  | Smíchov                          |                             | zaniklo            |                                                                       | 50°3′21″ s. š., 14°23′57″ v. d.         |
| Zbuzinka                                  | Nad Kazankou                                                       | Praha 7  | Troja                            |                             | zaniklo            |                                                                       | 50°7′6″ s. š., 14°25′35″ v. d.          |
| Zedníková                                 | Na Zedníkové 754/1                                                 | Praha 8  | Libeň                            |                             |                    |                                                                       | 50°7′8″ s. š., 14°26′53″ v. d.          |
| Zemanka                                   | Na Zemance 2                                                       | Praha 4  | Braník                           | 41085/1-1873                |                    | Kategorie „Usedlost Zemanka“ na Wikimedia Commons                     | 50°2′14″ s. š., 14°25′25″ v. d.         |
| Zlatnice                                  | Zlatnice 56/5                                                      | Praha 6  | Dejvice                          | 44380/1-1936                |                    | Kategorie „Zlatnice (Dejvice)“ na Wikimedia Commons                   | 50°6′20″ s. š., 14°22′5″ v. d.          |
| Zmrzlík                                   |                                                                    | Praha 5  | Zadní Kopanina                   |                             |                    |                                                                       | 50°0′43″ s. š., 14°18′51″ v. d.         |
| Zvonařka                                  | původní čp. 65                                                     | Praha 2  | Vinohrady                        |                             | zaniklo            |                                                                       | 50°4′12″ s. š., 14°26′4″ v. d.          |
| Zvonička                                  | původní č.p. 8                                                     | Praha 4  | Podolí                           |                             | zaniklo            |                                                                       | 50°2′43″ s. š., 14°24′58″ v. d.         |
| Želivka                                   | Divoká Šárka 37/5                                                  | Praha 6  | Vokovice                         |                             |                    | Kategorie „Želivka (Divoká Šárka)“ na Wikimedia Commons               | 50°6′10″ s. š., 14°19′43″ v. d.         |
| Žežulka                                   | V Šáreckém údolí 79/42                                             | Praha 6  | Dejvice                          | 41179/1-1937                |                    | Kategorie „Žežulka (Dejvice)“ na Wikimedia Commons                    | 50°7′8″ s. š., 14°22′57″ v. d.          |
| Žitná                                     | V Šáreckém údolí 78                                                | Praha 6  | Dejvice                          | 40492/1-1487                |                    | Kategorie „Žitná (Dejvice)“ na Wikimedia Commons                      | 50°6′55″ s. š., 14°22′19″ v. d.         |